# 布兰嫩堡
布兰嫩堡是德国巴伐利亚州的一个市镇。总面积33.68平方公里，总人口5805人，其中男性2841人，女性2964人（2011年12月31日），人口密度172人/平方公里。